# Isabel de Castro (actriz)
Isabel Maria Bastos Osório de Castro e Oliveira (Lisboa, 1 de agosto de 1931-Borba, 23 de noviembre de 2005), más conocida como Isabel de Castro  fue una actriz portuguesa.

## Biografía
Hija de José Osório de Castro e Oliveira (Setúbal, 27 de enero de 1900 - Lisboa, 3 de diciembre de 1964) y de su esposa la escritora Raquel Bastos, y nieta paterna de la escritora y sufragista Ana de Castro Osório, hermana del escritor João Osório de Castro. Su debut cinematográfico se produjo a los 14 años, en la película "Ladrão, Precisa-se!" de 1946, de Jorge Brum de Canto. Al principio de su carrera participó en varias películas españolas.
A lo largo de su carrera, participó en unas 50 películas, y su trayectoria también se desarrolló en el teatro y la televisión. Estas participaciones le valieron varios premios y reconocimientos. Uno de sus papeles más destacados fue en "Viagem ao Princípio do Mundo", de Manoel de Oliveira, donde interpretó el papel de una anciana campesina.
Se casó dos veces, la primera en 1948 con Óscar Acúrsio (7 de agosto de 1916 - 12 de junio de 1990), sin generación, y la segunda con Carlos Otero.

## Filmografía

### Largometrajes
| - Ladrão, Precisa-se!... (1946), de Jorge Brum do Canto - Viela, Rua Sem Sol (1947), de Ladislao Vajda - Barrio (1947), de Ladislao Vajda - Amanhã como Hoje (1948), de Mariano Pombo - ¡Fuego! (1949), de Arthur Duarte e Alfredo Echegaray - Heróis do Mar (1949), de Fernando Garcia - Brigada Criminal (1950), de Ignacio F. Iquino - Bajo el cielo de Asturias (1951), de Gonzalo Delgrás - Dulce Nombre (1952), de Enrique Gómez - Almas en Peligro (1952), de Antonio Santillán - El Sistema Pelegrín (1952), de Ignacio F. Iquino - Persecución en Madrid (1952), de Enrique Gómez - Mercado prohibido (1952), de Javier Setó - La danza del corazón (1953), de Raúl Alfonso e Ignacio F. Iquino - La Montaña sin Ley (1953), de Miguel Lluch - Bronce y Luna (1953), de Javier Setó - La hija del mar (1953), de Antonio Momplet - Hay un camino a la derecha (1954), de Francisco Rovira Beleta - El Presidio (1954), de Antonio Santillán - El Cerco (1955), de Miguel Iglesias - El Golfo que vio una Estrella (1955), de Ignacio F. Iquino - O Dinheiro dos Pobres (1956), de Artur Semedo - O Morgado de Fafe em Lisboa (1957), de Ruy Ferrão - telefilme - O Grande Teatro do Mundo (1959), de Artur Ramos - telefilme - A Proibição (1959), de Ruy Ferrão - telefilme - A Chave do Mistério (1959), de Marcello de Morais - telefilme - Os Dois Barcos (1959), de Pedro Martins - telefilme - A Terceira História (1960), de Fernando Frazão - telefilme - O Cão do Jardineiro (1960), de Artur Ramos - telefilme - Tanto Barulho por Nada (1960), de Bessa de Carvalho - telefilme - As Pupilas do Senhor Reitor (1961), de Perdigão Queiroga - Não Chove em Vilar de Pedra (1961), de Fernando Frazão - telefilme - Três Histórias Perigosas (1961), de Pedro Martins - telefilme - Água Fresca e Cravos de Papel (1961), de Pedro Martins - telefilme - A Porta de Ouro (1961), de Fernando Frazão - telefilme - Sexta-Feira, 13 (1962) de Pedro Lazaga - O Natal Não Esquece (1962), de Herlander Peyroteo - O Perdão (1963), de Oliveira e Costa - telefilme - Noite de Reis (1963), de Fernando Frazão - telefilme - Fado Corrido (1964), de Jorge Brum do Canto - O Fugitivo de uma Noite (1965), de Pedro Martins - telefilme - Celimena (1965), de Herlander Peyroteo - telefilme - Domingo à Tarde (1966), de António de Macedo - O Desconhecido (1967), de Jorge Listopad - telefilme - Os Quintos d'El Rei (1968), de Oliveira e Costa - telefilme - O Mensageiro (1968), de Ruy Ferrão - telefilme - A Torre e o Galinheiro (1969), de Fernando Frazão - telefilme - Othelo (1969), de Pedro Martins - telefilme - Trilogia das Barcas (1969), de Artur Ramos - telefilme - O Destino Marca a Hora (1970), de Henrique Campos - Fuenteovejuna (1975), de Víctor Manuel - Lerpar (1975), de Luís Couto - Brandos Costumes (1975), de Alberto Seixas Santos | - O Rei das Berlengas (1978), de Artur Semedo - Nome de Jogo (1978), de Cecília Netto - telefilme - Música para Si (1979), de Solveig Nordlund - E não se pode Exterminá-lo? (1979), de Solveig Nordlund y Jorge Silva Melo - telefilme - Passagem ou a Meio Caminho (1980), de Jorge Silva Melo - Tiaga (1981), de Noémia Delgado - telefilme - Francisca (1981), de Manoel de Oliveira - Conversa Acabada (1982), de João Botelho - Sem Sombra de Pecado (1983), de José Fonseca e Costa - Jogo de Mão (1984), de Monique Rutler - Mátria (1984), de Dórdio Guimarães - telefilme - Mourir un peu (1985), de Saguenail - Um Adeus Português (1985), de João Botelho - O Desejado ou As Montanhas da Lua (1987), de Paulo Rocha - Mensagem (1988), de Luís Vidal Lopes - Tempos Difíceis (1988), de João Botelho - Três Menos Eu (1988), de João Canijo - Uma Pedra no Bolso (1988), de Joaquim Pinto - A Sétima Letra (1989), de José Dias de Souza y Simão Dos Reis - Esta Noite sonhei com Brueghel (1989), de Artur Ramos - telefilme - Cenas da Vida de Benilde (1990), de Jorge Listopad - telefilme - O Sangue (1990), de Pedro Costa - Swing Troubadour (1991), de Bruno Bayen - Retrato de uma Família Portuguesa (1991), de Artur Ramos - telefilme - Vertigem (1992), de Leandro Ferreira - Xavier (1992), de Manuel Mozos - Aqui na Terra (1993), de João Botelho - Chá Forte com Limão (1993), de António de Macedo - O Miradouro da Lua (1993), de Jorge António - Vale Abraão (1993), de Manoel de Oliveira - Sombras en una Batalla (1993), de Mario Camus - Het Schaduwrijk (1993), de Kees Hin - Det bli'r i Familien (1993), de Susanne Bier - Três Palmeiras (1994), de João Botelho - Fado Majeur et Mineur (1994), de Raoul Ruiz - Casa de Lava (1995), de Pedro Costa - La Leyenda de Balthasar el Castrado (1996), de Juan Miñón - Viagem ao Princípio do Mundo (1997), de Manoel de Oliveira - Tráfico (1998), de João Botelho - Amparo de Mãe (1998), de Ricardo Nogueira - telefilme - A Sombra de Cain (1999), de Paco Lucio Ramos - Glória (1999), de Manuela Viegas - Ilhéu de Contenda (1999), de Leão Lopes - O Anjo da Guarda (1999), de Margarida Gil - ... Quando Troveja (1999), de Manuel Mozos - Amo-te Teresa (2000), de Cristina Boavida e Ricardo Espírito Santo - telefilme - O Fato Completo ou À Procura de Alberto (2001), de Inês de Medeiros - Aparelho Voador a Baixa Altitude (2002), de Solveig Nordlund - Sem Ela... (2003), de Anna da Palma - Nós (2003), de Cláudia Tomaz |

### Cortometrajes
- A Lição de Inglês (1990), de Vítor Silva
- Desvio (1996), de Jorge Cramez e Paulo Belém
- A Testemunha (1998), de Fátima Ribeiro
- Uma Voz na Noite (1998), de Solveig Nordlund
- Senhor Jerónimo (1998), de Inês de Medeiros
- El Equipaje abierto (1999), de Javier Rebollo
- Vida Breve em Três Fotografias (1999), de Fátima Ribeiro
- A Dupla Viagem (2000), de Teresa Garcia
- O Fato (2000), de Inês de Medeiros
- Henrique (2001), de Jorge Sá
- Desvio 45 (2002), de António Borges Correia
- A Casa Esquecida (2004), de Teresa Garcia

Participó en series de televisión como "Duarte & C.a" en RTP. Su última participación se produjo en la telenovela "Anjo Selvagem" de TVI.